# Megacrania alpheus
Megacrania alpheus är en insektsart. Megacrania alpheus ingår i släktet Megacrania och familjen Phasmatidae.

## Underarter
Arten delas in i följande underarter:
- M. a. alpheus
- M. a. adan